# アントン・フレットナー

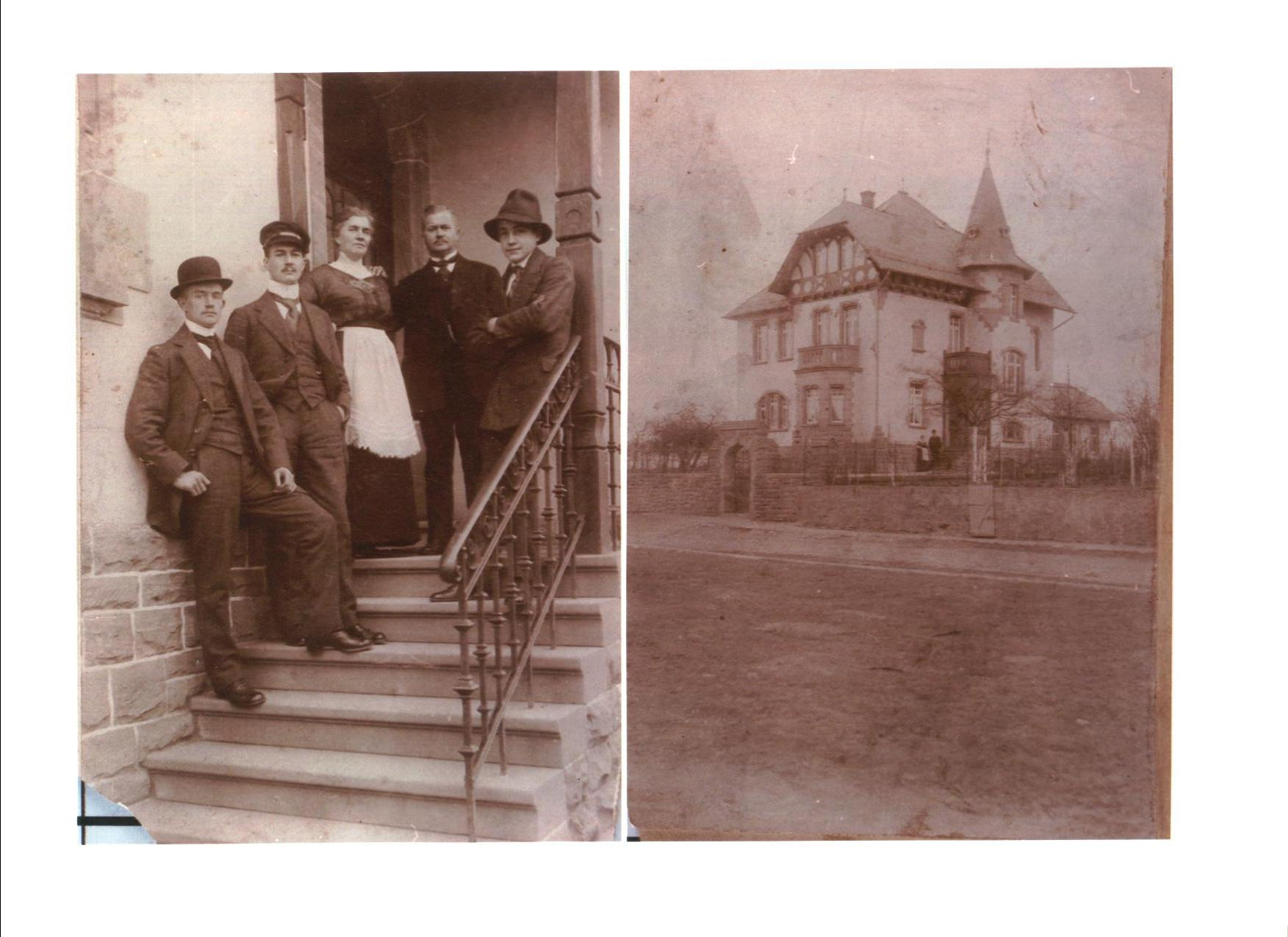
アントン・フレットナー。彼が幼少期に住んでいた家にて。

アントン・フレットナー（ドイツ語: Anton Flettner、1885年11月1日-1961年12月29日）はドイツの航空技術者で発明家である。彼は飛行機とヘリコプターの設計で重要な貢献をした。ヘッセン州ハッタースハイム・アム・マイン出身。

## 第一次世界大戦時
第一次世界大戦時、フレットナーは今日サーボタブ（Servo tab）と称される、飛行機の操縦をしやすくする為に操縦翼の先端を上下に向ける機構を開発した。
フレットナーは第一次世界大戦中、アムステルダムの航空流体研究所で指揮をとった。
1920年代、彼はスクーナーを購入して2基の50フィートの円柱を追加した船はマグナス効果で推進する初めての船になった。彼は妻と海岸に来た時に発案した。彼は砂を使ってマグナス効果で帆走の潜在性を実用化できる事を示した。船はバーデン＝バーデンと名づけられ、1926年、大西洋を横断した。通常のスクーナーでは帆走不可能な強風下でも航行できた。しかし、嵐で1931年破壊された。商業船として「バルバラ号」が建造され米国まで帆走した。（→ローター船）

## 第二次世界大戦時
第二次世界大戦時、彼はヘリコプターに特化したAnton Flettner Flugzeugbau GmbHの社長になった。アントンフレットナーはまた有名なフレットナー式回転通風器の発明によっても記憶されている。これの改良品が英国のフレットナー通風器会社で今でも生産されている。
ヘリコプターにおける革新は、彼の通風器の商売で築いた富を元にした。彼の成功は妻のリディア・フロイデンベルク・フレットナーによるところが大きい。彼はヘリコプターをドイツ軍向けに製造した。最初は海軍の哨戒向けで彼の妻はユダヤ人だった。彼は個人的に関係があったヒムラーの手引きで、第二次世界大戦中、家族は安全にスウェーデンに逃れた。彼の相棒で友人のKurt Hohenemser博士は優れた技術者でヘリコプターの詳細な設計を担い、成功に導いた。Hohenemser博士の父親もユダヤ人だった。彼らは軍用のヘリコプターを開発して共に無事戦争を生き延びた。

## 戦後

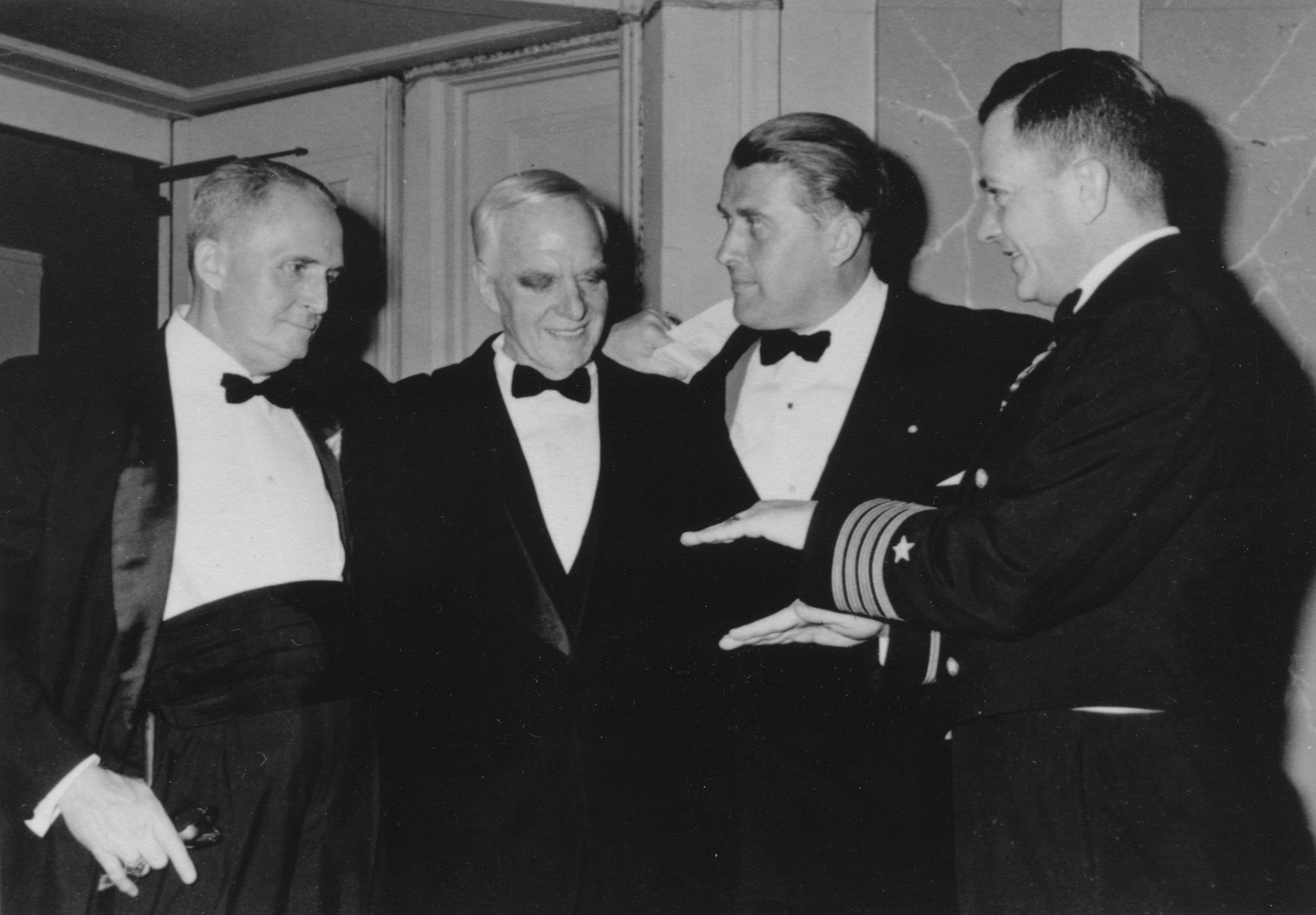
ヴェルナー・フォン・ブラウンと共に

1945年、他の航空機の先駆者同様にアメリカへ渡り、フレットナー航空機会社を設立してアメリカ軍向けにヘリコプターを開発した。フレットナーの米国での会社は商業的には成功しなかったが、彼の働きは陸軍航空で大きな割合を占めた。後年、カマン・ヘリコプターで使用された。
1961年、ニューヨーク市で生涯を閉じた。